# Дорсин, Микаэль
Микаэ́ль Франк Дорси́н (швед. Mikael Frank Dorsin; 6 октября 1981, Лидингё, Швеция) — шведский футболист, защитник. Выступал за сборную Швеции.

## Клубная карьера
Футбольную карьеру начинал в клубе родного города Лидингё, в 1998 году получил приглашение в клуб второй лиги «Юргорден». По итогам сезона клуб добился права выступать в шведской высшей лиге, однако там не задержался, заняв последнее место в следующем 1999 году. Однако для возвращения понадобился лишь один сезон 2000 года, когда клуб выиграл Суперэттан (вторую лигу), а в следующем сезоне 2001 года сенсационно стал вторым в Швеции. В следующих двух сезонах Дорсин с клубом дважды становились чемпионами Швеции, в 2002 году попутно сделав дубль благодаря выигрышу кубка.
Летом 2003 года Дорсин перешёл во французский «Страсбур», через год — в гранд норвежского футбола «Русенборг».
В середине декабря 2007 года получил предложение от румынского клуба ЧФР Клуж, который проводил массовую дозаявочную кампанию. Вместе с новым клубом Дорсин сделал второй национальный дубль в своей карьере.
В августе 2008 вернулся в «Русенборг».

## Достижения
«Юргорден»
- Чемпион Швеции (2): 2002, 2003
- Серебряный призёр чемпионата Швеции : 2001
- Обладатель Кубка Швеции : 2002

«Русенборг»
- Чемпион Норвегии (5): 2004, 2006, 2009, 2010, 2015 [3]
- Серебряный призёр чемпионата Норвегии (2): 2013, 2014
- Бронзовый призёр чемпионата Норвегии (2): 2011, 2012
- Обладатель Кубка Норвегии : 2015
- Обладатель Суперкубка Норвегии: 2010
- Финалист Кубка Норвегии (1): 2013

ЧФР
- Чемпион Румынии : 2007/08
- Обладатель Кубка Румынии:  2007/08

## Карьера в сборной
| Дата            | Турнир       | Матч             | Матч | Матч              | Статистика     |
| --------------- | ------------ | ---------------- | ---- | ----------------- | -------------- |
| 31 января 2001  | NM           | Швеция           | 0:0  | Фарерские острова | 90 минут       |
| 16 февраля 2003 | Кубок Короля | Швеция           | 3:2  | Катар             | 90 минут       |
| 20 февраля 2003 | Кубок Короля | Таиланд          | 1:4  | Швеция            | 90 минут       |
| 20 августа 2003 | ТМ           | Швеция           | 1:2  | Греция            | Заменён на 46' |
| 11 октября 2003 | ОЧЕ          | Швеция           | 0:1  | Латвия            | Вышел на 46'   |
| 18 августа 2004 | ТМ           | Швеция           | 2:2  | Нидерланды        | Вышел на 71'   |
| 17 ноября 2004  | ТМ           | Шотландия        | 1:4  | Швеция            | 90 минут,      |
| 22 января 2005  | ТМ           | Швеция           | 1:1  | Республика Корея  | 90 минут       |
| 12 ноября 2005  | ТМ           | Республика Корея | 2:2  | Швеция            | 90 минут       |
| 26 марта 2008   | ТМ           | Бразилия         | 1:0  | Швеция            | Вышел на 46'   |
| 26 мая 2008     | ТМ           | Швеция           | 1:0  | Словения          | Вышел на 78'   |